# Short Code
Short Code foi uma das primeiras linguagens de programação de alto nível já desenvolvida para um computador. Diferente de código de máquina, seu o código é representado por expressões matemáticas.
A linguagem foi proposta por John Mauchly em 1949, e conhecida originalmente como Brief Code. William Schmitt implementou uma versão  ainda no mesmo ano para o BINAC, mas ela nunca foi depurada ou testada. No ano seguinte, Schmitt implementou uma nova versão para o Univac I, agora com o nome Short Code. Uma versão revisada foi desenvolvida em 1952 para o Univac II, por A. B. Tonik e J. R Logan.
O Short Code é implementado através de expressões matemáticas, que devem ser convertidas manualmente para a execução. Os elementos de uma expressão são representados por códigos de dois caracteres, e então agrupados em em conjuntos de seis códigos. Com o agrupamento, forma-se então palavras de doze bytes, de acordo com a arquitetura do BINAC e do Univac.
Por exemplo:
```
a = (b+c)/b*c
```

é convertido para Short Code usando uma sequência de substituição e um agrupamento:
```
X3 =  (  X1 +  Y1 )  /  X1 * Y1   substitutas de variáveis
X3 03 09 X1 07 Y1 02 04 X1   Y1   substitutos de operadores e parênteses
```

```
07Y10204X1Y1                      agrupamento em palavras de doze bytes
0000X30309X1
```